# Il peso del ricordo
Il peso dei ricordi (Permanent Record) è un film drammatico del 1988 diretto da Marisa Silver; prodotto negli Stati Uniti, è stato scritto da Jarre Fees, Alice Liddle e Larry Ketron.

## Trama
(Chris)
Uno studente pieno di talento, fortuna e virtù, inaspettatamente si toglie la vita seminando angoscia e sgomento tra insegnanti e coetanei.

## Colonna sonora
- Trash City!
- Baby the Trans
- Nefertiti
- Nothin' Bout Nothin'
- Theme From "Permanent Record"
- 'Cause I Said So
- Waiting on Love
- Wishing on Another Lucky Star
- All Day and All of the Night
- Something Happened